# كينتارو ناكاتا
كينتارو ناكاتا (باليابانية: 中田 健太郎) (13 مايو 1989 في كوماموتو في اليابان – )؛ هو لاعب كرة قدم ياباني سابق كان يلعب كمدافع.

## وصلات خارجية
- كينتارو ناكاتا على موقع رابطة كرة القدم اليابانية للمحترفين (اليابانية)
- كينتارو ناكاتا على موقع Soccerway.com (الإنجليزية)